# Jacques Ourtal
Jacques Ourtal est un peintre audois né à Carcassonne le 8 octobre 1868 d'un père peintre, de bâtiments et décorateur de chapelles, puis peintre en décors, et mort dans la même ville le 23 septembre 1962. Il était spécialiste de grandes compositions décoratives à thème historique ou religieux. Il a beaucoup peint les paysages de l'Aude et de l'Ariège.

## Biographie

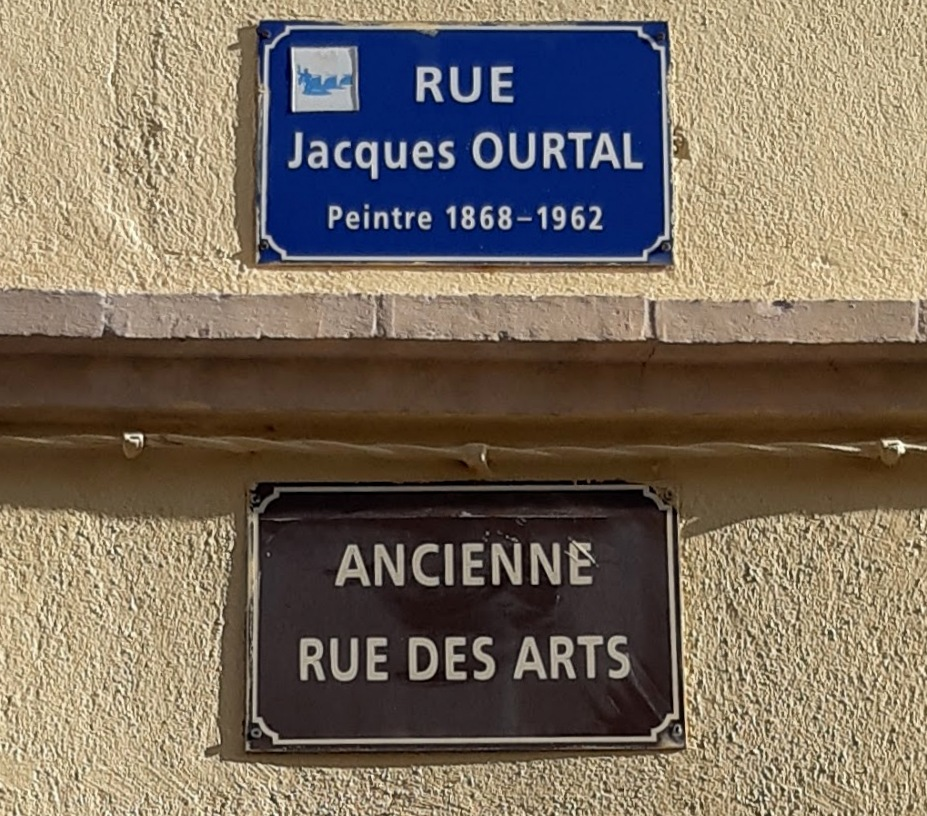
Plaques visibles dans la rue Ourtal à Carcassonne.

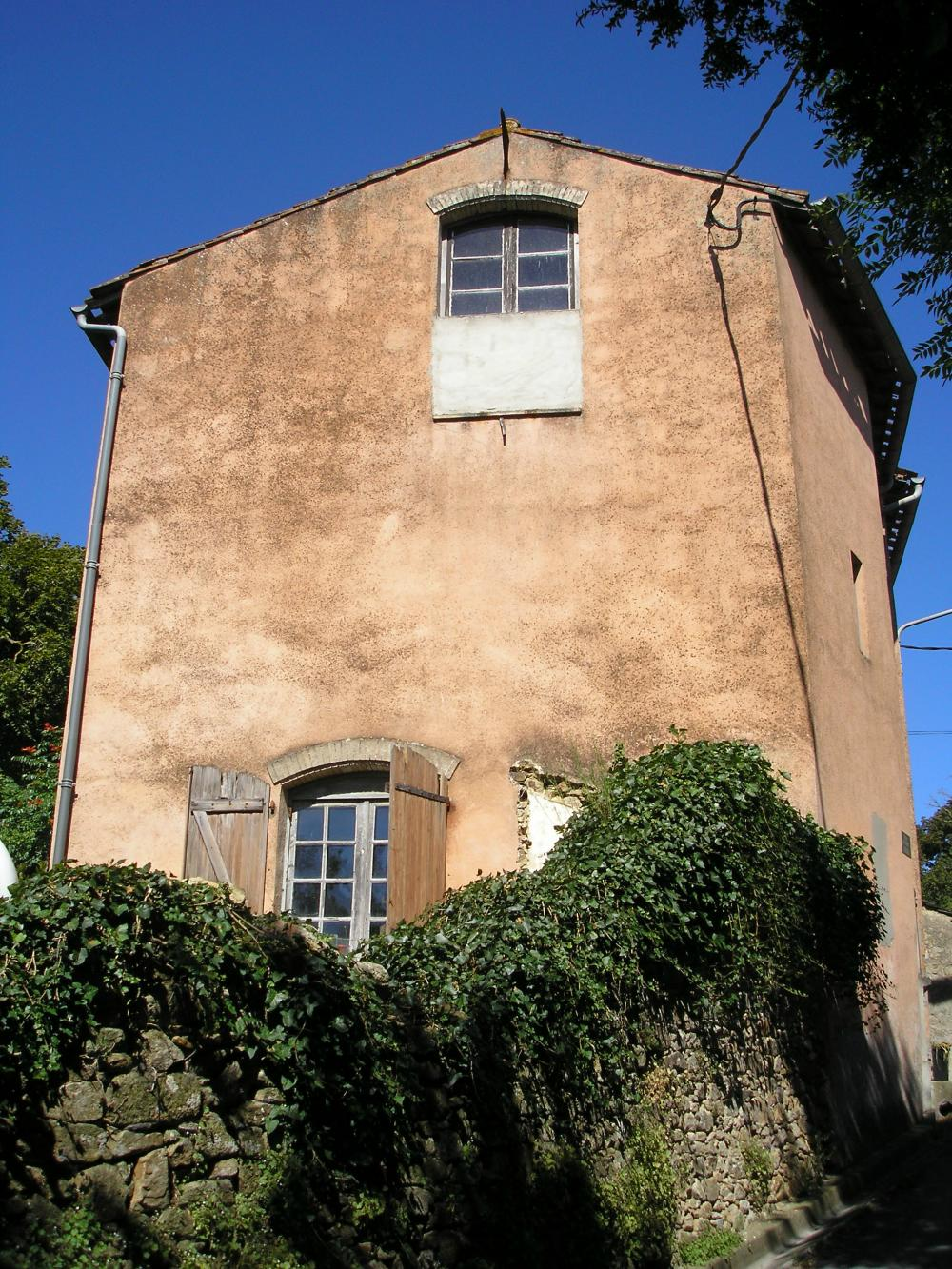
La maison de Jacques Ourtal à Fontiers-Cabardès où le peintre possédait son atelier.

À seize ans, il abandonne les études et il participe aux travaux de son père, François Ourtal, peintre de décors, pour des devantures de commerces, des intérieurs bourgeois et des édifices religieux. Soutenu par ses maîtres carcassonnais Narcisse Salières et Jean Jalabert, il se décide à poursuivre de sérieuses études à l'École des beaux-arts de Toulouse, puis à l'École nationale et spéciale des beaux-arts dont il réussit le concours d'entrée en 1886. Isolé à Paris et sans argent, soutenu par une subvention municipale de la ville de Carcassonne, il intègre d'abord l'atelier d'Alexandre Cabanel, peintre académique, puis celui de Fernand Cormon, son « maître de prédilection ». Il s'y trouve alors en compagnie de Henri de Toulouse-Lautrec et de Vincent Van Gogh dont il fait vite la connaissance. Peu à peu il fréquente des compatriotes déjà installés comme le sculpteur Théophile Barrau dont il peint le portrait et son cousin Henri Ourtal, aussi peintre.
Comme ses autres collègues, le jeune peintre se trouve obligé d'interrompre sa formation parisienne après un minimum de sursis militaire. Incorporé au 143e régiment d'infanterie et, une fois libéré et trop âgé, il ne peut plus présenter le grand Prix de Rome. Il rentre alors à Carcassonne et il aide son père dans ses travaux de décoration. Inspiré par ses maîtres parisiens, il réalise de grandes fresques sur toile dans le salon d'accueil de l'Hôtel de la Cité.
Il expose au Salon des artistes français de 1889 à 1912.
L'artiste met en valeur ses talents dans de nombreuses disciplines : la décoration des églises, les portraits dans les familles, la sculpture auprès de son compatriote Théophile Barrau, la recherche des couleurs et le dessin dans diverses peintures de la cité médiévale, le témoignage historique en représentant les traces de la barbarie nazie en ville.  
En dehors de Carcassonne, il vivait dans la Montagne Noire à Fontiers-Cabardès, dans la rue qui porte son nom, où il possédait un atelier. Son tableau: « Le lavoir de Fontiers » (1908) après avoir orné le bureau du procureur de la république fait partie des collections du musée des beaux arts de Carcassonne, qui possède également une huile sur toile intitulée, « Le boulanger de Fontiers » (1915). 
Ourtal n'a pas suivi la plupart de ses collègues comme Henri de Toulouse-Lautrec, resté à Paris. Il assure sa subsistance en cédant son œuvre à des compatriotes, ce qui restreint l'étendue de sa réputation.
Certaines de ses œuvres sont visibles au musée des beaux-arts de Carcassonne ou dans les salons de l'Hôtel de la Cité. Il meurt à Carcassonne le 23 septembre 1962 dans la rue des Arts, aujourd'hui appelée rue Ourtal. Il laisse le souvenir d'un artiste laborieux à la production importante : une large part dans les intérieurs carcassonnais ; des toiles en possession de Churchill et John Kennedy.
Il repose au cimetière Saint-Michel de Carcassonne.